# 기시와다하마정
기시와다하마정(일본어: 岸和田浜町)은 일본 오사카부 미나미군·센난군에 설치되었던 정이다. 현재의 기시와다시에 해당한다.
1585년(덴쇼 13년)에 기시와다번이 입번되어 기슈 가도를 따라 기시와다 성하가 정비되자, 지금까지의 기시와다촌은 하마측과 산측으로 분단되게 되었다. 당초는 산쪽에만 상번·하번 2명의 쇼야가 놓여져 있었지만, 겐나 연간에는 하마측에도 쇼야가 놓여져, 성 아래에는 각 마을에 마을 연대가 놓여져, 마치가타(기시와다정, 하마가타(기시와다하마정), 무라가타(기시와다촌)의 미사토가 성립했다.
원래 기시와다촌의 우라카타에 해당하여 어업 종사자가 많은 지역이었지만, 미사토 성립 후 하마마치로 불리게 되었다. 예전에는 마치마가리와(혼마치·나카마치) 및 소토마가리와(사카이마치)와의 경계에 해변의 돌담이 쌓여 있었고, 마치마가리와 출입구로 해변의 돌담에 2개소의 시오이리몬이 설치되어 있었다. 1791년(간세이 3년)에는 오호쿠하마에 기시와다항이 설치되었다.

## 역사
- 1889년 4월 1일 - 정촌제 시행에 의해 미나미군 기시와다하마정이 성립하였다.
- 1896년 4월 1일 - 군 통합에 의해 센난군이 성립하여, 소속이 변경되었다.
- 1912년 1월 1일 - 기시와다촌, 누마노촌과 합병해 기시와다정이 성립하여, 동일 기시와다하마정은 폐지되었다.

## 참고문헌
- 角川日本地名大辞典 27 大阪府